# Rosyjska Partia Narodowo-Pracownicza
Rosyjska Partia Narodowo-Pracownicza (ros.  Русская национально-трудовая партия) – kolaboracyjne rosyjskie ugrupowanie polityczne podczas II wojny światowej.
Powstała w 1943 w Berlinie. Była faktycznie efemerydą polityczną pod całkowitym nadzorem Niemców. Miała swoje filie na okupowanych obszarach sowieckich, m.in. w Borysowie i Briańsku. W obozie jenieckim w Wustrau istniała specjalna szkoła, w której przygotowywano kadry dla partii. Podlegała ona Ministerstwu Rzeszy do spraw Okupowanych Terytoriów Wschodnich Alfreda Rosenberga. 
Członkowie partii będący wojskowymi z czasów carskich i jeńcami wojennymi z Armii Czerwonej byli kierowani do Wyższej Szkoły Niemieckiej dla Rosyjskich Oficerów w Borysowie. Do zadań członków partii działających na okupowanych obszarach sowieckich należała agitacja i propaganda dotycząca idei „nowej niezawisłej Rosji”, werbunek kandydatów do partii i przygotowywanie kadr dla Rosyjskiej Armii Wyzwoleńczej (ROA).